# Alexander Trippel

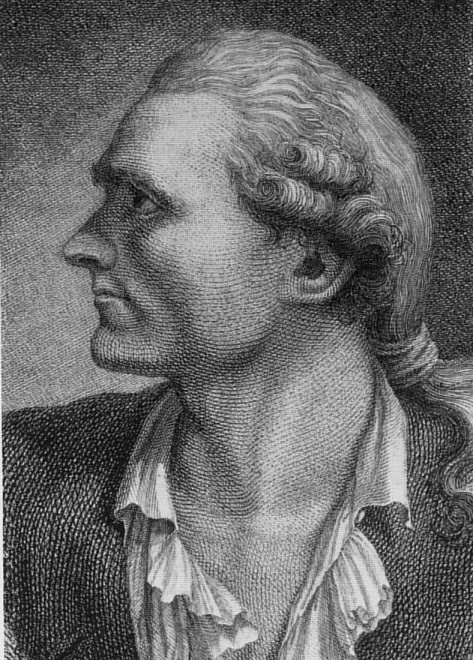
Alexander Trippel nach einer Zeichnung von Johann Friedrich Clemens, 1775

Alexander Trippel (* 23. September 1744 in Schaffhausen; † 24. September 1793 in Rom) war ein Bildhauer, der mit zwei Goethe-Marmorbüsten bekannt wurde.

## Leben
Alexander Trippel wurde am 23. September 1744 im schweizerischen Schaffhausen geboren. Seine Familie musste aufgrund finanzieller Schwierigkeiten von der Schweiz nach London ziehen, wo Alexander Trippel eine Instrumentenbauerlehre begann, die er unbefriedigt bald wieder abbrach. Erst auf Umwegen kam Alexander Trippel zur Kunst. Ludwig Lücke (um 1703–1780) erteilte ihm Zeichenunterricht. Mit 15 Jahren zog Alexander Trippel nach Kopenhagen, um dort die Königlich Dänische Kunstakademie zu besuchen. In dieser Zeit stand er unter dem Einfluss des frühklassizistischen Bildhauers Johannes Wiedewelt (1731–1802) und von Carl Frederik Stanley (1740–1813), bei dem er in der Werkstatt mitarbeitete. Beide inspirierten ihn, in Rom die Antike zu studieren.
In Paris lernte er den ebenfalls aus der Schweiz stammenden Kupferstecher und Kunsthändler Christian von Mechel (1737–1817) kennen, der ihn förderte und unterstützte. Im Herbst 1776 reiste Alexander Trippel nach Rom. Es gelang ihm aber nicht, Fuß zu fassen, so dass er vorübergehend wieder in die Schweiz zurückkehrte, bevor er 1778 endgültig nach Rom übersiedelte. Von Rom aus versuchte er erfolglos, in Preußen bekannt zu werden. Sein Denkmalsentwurf für Friedrich den Großen wurde abgelehnt. Sein Bewerbungsschreiben auf die vakante Stelle als Hofbildhauer in Dresden blieb erfolglos. Er wurde nur als Ehrenmitglied in die Preußische Akademie der Künste aufgenommen. So blieb Alexander Trippel bis zu seinem Tod am 24. September 1793 in Rom, wo er auf dem Protestantischen Friedhof beerdigt wurde. Seine Bildhauerwerkstatt genoss dort großes Ansehen. Zeitweise arbeiteten bei ihm später berühmt gewordene Bildhauer wie Gottfried Schadow (1764–1850) und Johann Jakob Schmid (1759–1798).

## Bedeutung
Seine Werke und sein Schaffen wurden in den 1990er Jahren kunsthistorisch aufgearbeitet und aufgewertet. Wie Tischbein durch sein großes Bildnis, so ist Trippel durch seine beiden Marmorbüsten Goethes dem Gedächtnis der Nachwelt erhalten geblieben, die sich in der Anna-Amalia-Bibliothek in Weimar  (2. Fassung 1790) bzw. im Schloss Arolsen (1. Fassung 1788) befinden. Eine davon wiederum wurde nach dem Bildnis Trippels von Hermann Knaur in Marmor kopiert, die sich im Augusteum der Universität Leipzig befindet. Eine Kopie der Goethe-Büste Trippels befindet sich im Ernst-Haeckel-Haus in Jena, mit der wohl auch rein äußerlich der Bezug des Zoologen Ernst Haeckel zu Goethe zum Ausdruck gebracht werden sollte.

## Werke (Auswahl)
- 1775 Ruhender Herkules im Museum zu Allerheiligen, Schaffhausen
- 1776 Bildnis der Tante Trippel und Gefesselte Andromeda im Museum zu Allerheiligen, Schaffhausen
- 1782 Bildnis Carl Theodor von Dalberg im Museum zu Allerheiligen, Schaffhausen
- 1782 Tellgruppe im Schweizerischen Landesmuseum, Zürich
- 1791 Mykon und Daphnis im Kunsthaus Zürich
- 1789 Büste Goethes in der Weimarer

Herzogin-Anna-Amalia-Bibliothek
- Büste Herders im Schloss Arolsen
- Bronzebüste Johann Gottfried Herder, 1790 in Mohrungen/Ostpreußen (Sign.: ALEX. TRIPPEL FECIT IN ROMA. 1790), erhalten
- 1792–1793 Denkmal für Salomon Gessner im Platzspitz